# Christian Puggioni
Christian Puggioni (Genoa, 17 de janeiro de 1981) é um futebolista italiano que atua como goleiro. Atualmente, joga pelo clube italiano Sampdoria.